# Championnat de Finlande de hockey sur glace 1986-1987
Saison précédente Saison suivante
La saison 1986-1987 est la douzième saison de la SM-Liiga.
Le Kärpät Oulu gagne la saison régulière mais est battu en finale des séries par le champion en titre, le Tappara Tampere, qui devient ainsi le premier club à conserver son titre depuis la création de la SM-liiga.

## SM-liiga

### Déroulement
La saison régulière est disputée entre dix équipes. Elle passe cette année d'un format de 36 à 44 matchs.
Les quatre meilleures équipes sont qualifiées pour les séries éliminatoires.
La dernière équipe est reléguée directement alors que l'équipe classée à la neuvième place dispute un barrage de relégation contre l'équipe classée à la deuxième place de la 1. Divisioona.

### Saison régulière

#### Classement
|    | Équipe           | PJ | V  | N | D  | BP  | BC  | Diff | Pts |
| -- | ---------------- | -- | -- | - | -- | --- | --- | ---- | --- |
| 1  | Kärpät Oulu      | 44 | 25 | 4 | 15 | 209 | 161 | +48  | 54  |
| 2  | Tappara Tampere  | 44 | 24 | 4 | 16 | 203 | 148 | +55  | 52  |
| 3  | TPS Turku        | 44 | 22 | 6 | 16 | 198 | 194 | +4   | 50  |
| 4  | HIFK             | 44 | 21 | 5 | 18 | 193 | 168 | +25  | 47  |
| 5  | Ilves Tampere    | 44 | 21 | 5 | 18 | 195 | 169 | +26  | 47  |
| 6  | Ässät Pori       | 44 | 19 | 5 | 20 | 167 | 191 | -24  | 43  |
| 7  | JYP Jyväskylä    | 44 | 17 | 7 | 20 | 165 | 179 | -14  | 41  |
| 8  | Lukko Rauma      | 44 | 16 | 8 | 20 | 158 | 179 | -21  | 40  |
| 9  | KalPa Kuopio     | 44 | 17 | 5 | 22 | 174 | 208 | -34  | 39  |
| 10 | Jokerit Helsinki | 44 | 12 | 3 | 29 | 161 | 226 | -65  | 27  |

Le Jokerit Helsinki est relégué directement en 1.Divisioona, le KalPa Kuopio dispute un barrage de promotion/relégation à l'issue duquel il se maintient en SM-liiga.

#### Meilleurs pointeurs
Cette section présente les meilleurs pointeurs de la saison régulière.
| #  | Joueur          | Équipe        | PJ | B  | A  | Pts |
| -- | --------------- | ------------- | -- | -- | -- | --- |
| 1  | Kari Jalonen    | Kärpät Oulu   | 44 | 29 | 64 | 93  |
| 2  | Pekka Järvelä   | JYP Jyväskylä | 41 | 17 | 54 | 71  |
| 3  | Matti Hagman    | HIFK          | 44 | 17 | 51 | 68  |
| 4  | Arto Javanainen | Ässät Pori    | 44 | 37 | 24 | 61  |
| 5  | Esa Keskinen    | TPS Turku     | 44 | 25 | 36 | 61  |
| 6  | Risto Kurkinen  | JYP Jyväskylä | 44 | 41 | 19 | 60  |
| 7  | Dale Derkatch   | Ilves Tampere | 44 | 24 | 31 | 55  |
| 8  | Risto Jalo      | Ilves Tampere | 44 | 23 | 31 | 54  |
| 9  | Iiro Järvi      | HIFK          | 43 | 23 | 30 | 53  |
| 10 | Wayne Thompson  | KalPa Kuopio  | 44 | 22 | 30 | 52  |

### Séries éliminatoires
Les demi-finales se jouent en cinq matchs et la finale en sept matchs. Le match pour la troisième place se joue en un seul match depuis cette saison.

#### Tableau final
|  | Demi-finales    | Demi-finales    |                        |   | Finale | Finale |
|  | Demi-finales    | Demi-finales    |                        |   | Finale | Finale |
|  |                 |                 |                        |   |        |        |
|  |                 |                 |                        |   |        |        |
|  |                 |                 |                        |   |        |        |
|  | Kärpät Oulu     | 3               |                        |   |        |        |
|  | Kärpät Oulu     | 3               |                        |   |        |        |
|  | HIFK            | 1               |                        |   |        |        |
|  | HIFK            | 1               | Kärpät Oulu            | 1 |        |        |
|  |                 |                 | Kärpät Oulu            | 1 |        |        |
|  |                 | Tappara Tampere | 4                      |   |        |        |
|  | Tappara Tampere | Tappara Tampere | 4                      | 3 |        |        |
|  | Tappara Tampere |                 |                        | 3 |        |        |
|  | TPS Turku       | 1               |                        |   |        |        |
|  | TPS Turku       | 1               | Match pour la 3e place |   |        |        |
|  |                 |                 |                        |   |        |        |
|  |                 |                 |                        |   |        |        |
|  |                 |                 |                        |   |        |        |
|  | HIFK            | 1               |                        |   |        |        |
|  | HIFK            | 1               |                        |   |        |        |
|  | TPS Turku       | 0               |                        |   |        |        |
|  | TPS Turku       | 0               |                        |   |        |        |

#### Détail des scores
Demi-finales
| Équipe      | Score | Équipe      |
| ----------- | ----- | ----------- |
| Kärpät Oulu | 3-2   | HIFK        |
| HIFK        | 6-1   | Kärpät Oulu |
| Kärpät Oulu | 8-4   | HIFK        |
| HIFK        | 2-4   | Kärpät Oulu |

| Équipe          | Score | Équipe          |
| --------------- | ----- | --------------- |
| Tappara Tampere | 5-6   | TPS Turku       |
| TPS Turku       | 1-2   | Tappara Tampere |
| Tappara Tampere | 6-0   | TPS Turku       |
| TPS Turku       | 3-5   | Tappara Tampere |

Match pour la troisième place
| Équipe    | Score | Équipe |
| --------- | ----- | ------ |
| TPS Turku | 1-5   | HIFK   |

Finale
| Équipe          | Score | Équipe          |
| --------------- | ----- | --------------- |
| Kärpät Oulu     | 3-5   | Tappara Tampere |
| Tappara Tampere | 6-4   | Kärpät Oulu     |
| Kärpät Oulu     | 5-1   | Tappara Tampere |
| Tappara Tampere | 6-1   | Kärpät Oulu     |
| Kärpät Oulu     | 2-5   | Tappara Tampere |

### Trophées et récompenses
| Kanada-malja : Champion de Finlande             | Tappara Tampere                |
| Trophée Kalevi-Numminen : Meilleur entraîneur   | Rauno Korpi (Tappara Tampere)  |
| Trophée Jarmo-Wasama : Meilleur joueur recrue   | Janne Ojanen (Tappara Tampere) |
| Trophée Matti-Keinonen : Meilleur ratio +/-     | Juha Huikari (Kärpät Oulu)     |
| Trophée Raimo-Kilpiö : Joueur le plus fair-play | Jukka Vilander (TPS Turku)     |
| Trophée Urpo-Ylönen : Meilleur gardien de but   | Hannu Kamppuri (Kärpät Oulu)   |
| Trophée Pekka-Rautakallio : Meilleur défenseur  | Hannu Virta (TPS Turku)        |
| Trophée Aarne-Honkavaara : Meilleur buteur      | Risto Kurkinen (JYP Jyväskylä) |
| Trophée Veli-Pekka-Ketola : Meilleur pointeur   | Kari Jalonen (Kärpät Oulu)     |

## 1.Divisoona
|    | Équipe                | PJ | V  | N | D  | BP  | BC  | Diff | Pts |
| -- | --------------------- | -- | -- | - | -- | --- | --- | ---- | --- |
| 1  | KooKoo Kouvola        | 44 | 36 | 2 | 6  | 302 | 137 | +165 | 74  |
| 2  | TuTo Turku            | 44 | 28 | 1 | 15 | 234 | 120 | +114 | 57  |
| 3  | HPK Hämeenlinna       | 44 | 27 | 1 | 16 | 223 | 165 | +58  | '55 |
| 4  | JoKP Joensuu          | 44 | 25 | 2 | 17 | 231 | 190 | +41  | 52  |
| 5  | SaiPa Lappeenranta    | 44 | 23 | 5 | 16 | 205 | 201 | +4   | 51  |
| 6  | Sport Vaasa           | 44 | 23 | 1 | 20 | 200 | 203 | -3   | 47  |
| 7  | Ketterä Imatra        | 44 | 19 | 1 | 24 | 195 | 237 | -42  | 39  |
| 8  | Kiekko-Reipas Lahti   | 44 | 18 | 3 | 23 | 193 | 241 | -48  | 39  |
| 9  | SaPKo Savonlinna      | 44 | 17 | 2 | 25 | 221 | 215 | +6   | 36  |
| 10 | Karhu-Kissat Helsinki | 44 | 16 | 4 | 24 | 189 | 236 | -47  | 36  |
| 11 | FoPS Forssa           | 44 | 15 | 1 | 28 | 217 | 292 | -75  | 31  |
| 12 | Peliitat Heinola      | 44 | 4  | 3 | 37 | 131 | 306 | -175 | 11  |

Le KooKoo Kouvola est promu en SM-liiga. Le TuTo Turku dispute le barrage pour la montée pour la deuxième année consécutive.